# Heiser Ridge
Heiser Ridge ist ein 8 km langer und schmaler Gebirgskamm im westantarktischen Queen Elizabeth Land. In der Neptune Range der Pensacola Mountains ragt er auf halbem Weg zwischen den West Prongs und dem Hudson Ridge auf.
Der United States Geological Survey kartierte ihn anhand eigener Vermessungen und Luftaufnahmen der United States Navy aus den Jahren von 1956 bis 1966. Das Advisory Committee on Antarctic Names benannte ihn 1965 nach dem Topographieingenieur James R. Heiser, der zwischen 1963 und 1964 in der Neptune Range tätig war.